# Ragazza della porta accanto

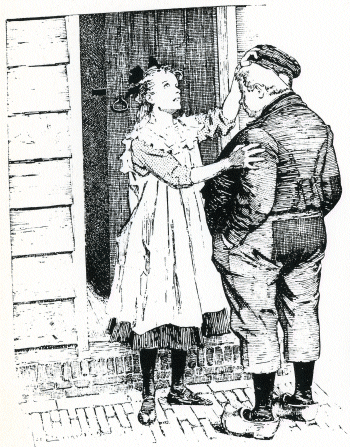
Dik Trom e la ragazza cieca della porta accanto di Johan Braakensiek

La ragazza della porta accanto è una figura ricorrente nei romanzi e i film romantici, riferendosi allo stereotipo culturale della ragazza affettuosa e amichevole negli Stati Uniti.

## Descrizione
Nelle storie in cui compare, la ragazza della porta accanto è, o diviene, amica del protagonista prima che tra i due nasca un'attrazione sentimentale. Il personaggio è così conosciuto in quanto abita sovente in una casa a fianco di quella del protagonista oppure perché è una sua amica d'infanzia. 
La ragazza della porta accanto è in genere spontanea, innocente e non vive di pretese. Dal momento che vive spesso in piccole città o in zone rurali, il personaggio evoca un senso di nostalgia. Nei film e romanzi che hanno come deuteragonista una ragazza della porta accanto, il protagonista si trova spesso a dover affrontare un triangolo amoroso e decide di iniziare una relazione con lei piuttosto che con un'altra donna più benestante o bella ma con una scarsa condotta morale.
Nella letteratura statunitense, l'amore di un uomo per la ragazza della porta accanto è un elemento archetipico in molti romanzi rosa. Può essere contrapposta ad altri stereotipi femminili, come la femme fatale, la Valley girl, la sgualdrina o il maschiaccio. A differenza delle altre, la ragazza della porta accanto non persegue alcun intento segreto, ha una personalità aperta e le sue intenzioni sociali, economiche e sessuali non sono nascoste.
Un'attrice che secondo molti incarna lo spirito della ragazza della porta accanto è Doris Day.

## Esempi
- Betty Cooper nei fumetti Archie Comics
- Emma Pillsbury in Glee
- Gabriella Montez nei film di High School Musical
- Joey Potter in Dawson's Creek
- Lana Lang nei fumetti DC Comics e nella serie Smallville
- Mary Jane Watson nei fumetti Marvel Comics
- Pam Beesly in The Office
- Penny nella serie The Big Bang Theory
- Rachel Green in Friends
- Susan Delfino nella serie Desperate Housewives